# خنجرسان
خنجرسان(نام علمی: Machaeroides) نام یک سرده از طبقه‌بندی نامشخص است.